# Deutsch-kambodschanische Beziehungen
Diplomatische Beziehungen zwischen der Bundesrepublik Deutschland und Kambodscha wurden am 3. Oktober 1993 aufgenommen, seit 1962 unterhielt bereits die DDR diplomatische Beziehungen zur Volksrepublik Kampuchea. Die deutsch-kambodschanischen Beziehungen erstrecken sich auf die Bereiche Politik, Wirtschaft, Entwicklungshilfe und Kultur. Die Zusammenarbeit wird neben Regierungsinitiativen, politischen Stiftungen und privaten Unternehmen auch von mehreren Nichtregierungsorganisationen gefördert und gepflegt.
Die deutsche Botschaft befindet sich in der kambodschanischen Hauptstadt Phnom Penh. Kambodscha unterhält eine Botschaft in Berlin und ein Honorarkonsulat in Mörfelden-Walldorf.

## Politische Beziehungen

### Kambodscha und das geteilte Deutschland bis 1969
Das Königreich Kambodscha wurde von der Bundesrepublik Deutschland im November 1956 als Staat anerkannt. Es kam jedoch zunächst nicht zur Aufnahme voller diplomatischer Beziehungen – die Vertretung der Bundesrepublik in Phnom Penh erhielt den Status eines Generalkonsulates – da die kambodschanische Regierung unter Norodom Sihanouk eine Politik des Ausgleichs und der Neutralität zwischen den Machtzentren des Kalten Krieges verfolgte. Als Ausdruck dieser Politik vertiefte Kambodscha zudem die Kontakte zu beiden deutschen Staaten, mit denen bis 1962 erste Abkommen über wirtschaftliche Zusammenarbeit geschlossen wurden. Im Frühjahr 1962 gestattete die Regierung in Phnom Penh der DDR ebenfalls ein Generalkonsulat zu errichten. Auch die folgenden diplomatischen Aufwertungen wurden je beiden deutschen Staaten zu Teil. Nachdem im Jahre 1964 das Generalkonsulat der Bundesrepublik in eine „Représentation“ umgewandelt werden durfte, konnte die DDR im Juli 1967 den diplomatisch-protokollarischen Status ihrer Vertretung ebenso aufwerten. Nachdem der Bundeskanzler Kiesinger am 29. September 1967 die Unverletzlichkeit der Grenzen Kambodschas anerkannte, konnte die Bundesrepublik am 15. November 1967 ihre Vertretung in eine Botschaft umwandeln, was den offiziellen Beginn voller diplomatischer Beziehungen bedeutete.
Am 8. Mai 1969 wurde die DDR von Kambodscha völkerrechtlich anerkannt und die Aufnahme diplomatischer Beziehungen angekündigt. Damit durfte die DDR auch eine Botschaft in Phnom Penh eröffnen. Kambodscha war damit das erste nicht-sozialistische Land, das die DDR voll diplomatisch anerkannt hatte. Die Aufnahme vollwertiger Beziehungen zwischen Kambodscha und der DDR war damit ein wichtiger Erfolg für deren Streben nach internationaler Anerkennung, der den Weg für die 'Anerkennungswelle' der folgenden Jahre zu ebnen half. In der DDR, vor allem in der zentral gesteuerten Presselandschaft erfuhr diese Anerkennung daher breite Aufmerksamkeit und wurde als Triumph gegenüber dem westdeutschen Konkurrenten gedeutet.
Da sich die Anerkennung der DDR gegen die Interessen der Bundesrepublik, eine diplomatische Anerkennung der DDR zu vermeiden, richtete (Hallstein-Doktrin), sie sich zu einem kompletten Abbruch der Beziehungen aber nicht durchringen konnte, beschloss die Bundesregierung am 4. Juni 1969, den deutschen Botschafter in Phnom Penh Hans-Joachim Eick abzuberufen, die Tätigkeit der deutschen Botschaft einzustellen und die wirtschaftliche und technische Hilfe auf die Abwicklung der bereits abgeschlossenen Verträge zu beschränken; neue Vereinbarungen sollten nicht mehr getroffen werden. Kambodscha brach daraufhin am 11. Juni 1969 die diplomatischen Beziehungen zur Bundesrepublik ab.

### Westdeutsch-Kambodschanische Beziehungen nach 1969
Nach dem Abbruch der diplomatischen Beziehungen übernahm Frankreich die Schutzmachtvertretung für die Bundesrepublik Deutschland. In der französischen Botschaft waren noch drei deutsche Diplomaten bis zum 15. März 1975 tätig. Nach der Machtübernahme durch die Roten Khmer wurde die französische Botschaft am 17. April 1975 evakuiert und somit die diplomatischen Kontakte zu Kambodscha gänzlich abgebrochen. Während der Herrschaft der Roten Khmer (1975–1978) unter Pol Pot und der Besetzung Kambodschas durch Vietnam gab es bis zur Unterzeichnung der Pariser Friedensverträge im Jahre 1991 keine diplomatischen Beziehungen zwischen der Bundesrepublik Deutschland und Kambodscha.

### Ostdeutsch-Kambodschanische Beziehungen 1969–1990
Die DDR blieb von 1969 bis 1975 und von 1979 bis zur Wiedervereinigung diplomatischer Partner Kambodschas.
Von Mitte 1976 bis zum 14. Mai 1977 existierte aber in der DDR in Ost-Berlin eine Botschaft des Demokratischen Kampuchea (Rote Khmer). Im selben Gebäude in der „Straße 22, Haus-Nr. 2“ im Ostberliner Stadtteil Pankow existierte von Anfang der 80er Jahre bis April 1989 die Botschaft der Volksrepublik Kampuchea. In dem Gebäude befindet sich heute die Botschaft des Königreichs Kambodscha (Benjamin-Vogelsdorff-Str. 2, Namensänderung von „Straße 22“).

### Entwicklungen nach 1991
Die Interessen Deutschlands wurden vom 19. Juli 1991 bis zum 13. Februar 1992 im Rahmen der Schutzmachtvertretung von Ungarn wahrgenommen. Ab dem 14. Februar 1992 unterhielt Deutschland in Phnom Penh eine eigene Vertretung bei dem Obersten Nationalrat (ONR).
Nach den ersten demokratischen Wahlen und Bildung einer frei gewählten kambodschanischen Regierung wurden am 3. Oktober 1993 die vollen diplomatischen Beziehungen wieder aufgenommen und die deutsche Vertretung beim ONR in eine diplomatische Vertretung umgewandelt.
Vom 13. bis 16. Februar 2024 besuchten Bundespräsident Frank-Walter Steinmeier und Elke Büdenbender das Königreich Kambodscha. In Phnom Penh führten sie politische Gespräche mit dem amtierenden Staatsoberhaupt, Senatspräsident Say Chhum, und mit Ministerpräsident Hun Sen.

### Sanitätsdiensteinsatz unter UN-Mandat
Unter UN-Mandat nahm eine Gruppe deutscher Sanitätsoffiziere und -unteroffiziere der Bundeswehr 1991/92 an der Vorausmission UNAMIC teil, mit dem Auftrag UN-Personal medizinisch zu versorgen. In dem sich daran anschließenden, eigentlichen UNTAC-Einsatz wurde der Auftrag auf den Betrieb eines 60-Betten-Lazaretts in Phnom Penh ausgeweitet, indem nicht nur UN-Mitarbeiter, sondern auch die kambodschanische Bevölkerung behandelt wurde. Die Kambodschaner gaben dem Lazarett den Namen „Haus der Engel“. Der Einsatz endete 1993 nach Plan, es wurden 95 000 ambulante und ungefähr 3500 stationäre Behandlungen durchgeführt.

### Rote-Khmer-Tribunal
Aufgrund der NS-Vergangenheit nimmt Versöhnung und Gerechtigkeit einen hohen Stellenwert in der Bundesrepublik Deutschland ein. Deshalb cofinanziert Deutschland das Extraordinary Chambers in the Courts of Cambodia (ECCC oder auch Khmer-Rouge-Tribunal) und die Victims Support Section (VSS) seit 2005 mit insgesamt ca. 17 Millionen Euro. Außerdem werden regelmäßig deutsche Experten sowie Richter zum Tribunal entsendet.

### Minen- und Kampfmittelräumung
Kambodscha ist eines der stärksten von Minen und Blindgängern betroffenen Länder der Welt. Jährlich werden ca. 300 Menschen getötet oder verletzt.
Seit 1998 unterstützt die Bundesregierung Deutschland das humanitäre Minenräumen in Kambodscha, welches von der internationalen Nichtregierungsorganisation Apopo durchgeführt wird. Die Kosten dafür trägt das Auswärtige Amt mit ca. 1 Million Euro pro Jahr. Durch die Minenräumung soll gewährleistet werden, dass dringend benötigtes Land wiederbesiedelt oder für den Tourismus freigegeben werden kann. Bis 2019 sollen die ca. 658 Quadratkilometer betroffenen Gebiete geräumt werden. Schon jetzt konnten 4614 Landminen entschärft und somit 13 Mio. m² sicheres Land an die Bevölkerung zurückgegeben werden. Besonders betroffen sind der Nordwesten und der Nordosten des Landes.

## Wirtschaftsbeziehungen

### Überblick
Die Wirtschaftsbeziehungen der Länder Deutschland und Kambodscha umfassten Import und Export der Jahre 2013 und 2014, den Tourismus, sowie Initiativen zur Förderung der Wirtschaftsbeziehungen beider Staaten und der Stärkung der Wirtschaft in Kambodscha.

### Handelsbeziehungen

#### Import
Im Jahr 2013 importierte Deutschland Waren im Wert von 836 Millionen Euro aus Kambodscha und belegte somit Platz 5, nach den USA, der Volksrepublik China, Singapur und dem Vereinigten Königreich, als einer der größten Absatzmärkte kambodschanischer Ware. Im darauf folgenden Jahr 2014 stiegen die Importe um 119,8 Millionen Euro, dies entspricht 14,3 %, auf 955,9 Millionen Euro. Die Importgüter bestanden größtenteils aus Textilien für Bekleidung und Schuhe der Marken Adidas, Deichmann, Puma, C&A, Aldi, Tchibo und LIDL.

#### Export
Im Jahr 2014 steigerte Deutschland, im Vergleich zum Vorjahr, den Export nach Kambodscha um 28,9 %. Exportiert wurden Waren im Gesamtwert von 72,89 Millionen Euro, womit Kambodscha Platz 76 der Handelspartner Deutschlands einnahm. Kambodscha exportierte neben Textilien auch Zwischenprodukte im Bereich Elektronik und Automobil, von denen 11,9 % an Deutschland geliefert wurden.

### Tourismus
Die Anzahl an deutschen Einreisenden machte bis 2019 nur einen sehr kleinen Anteil, in etwa 2 %, der gesamten ausländischen Einreisenden nach Kambodscha aus. Im Jahr 2019 reisten 94.371 Deutsche als Touristen nach Kambodscha ein. Die beliebtesten Reiseziele der deutschsprachigen Touristen waren Angkor Wat, Battambang, Kep (Stadt), Phnom Penh, Siem Reap (Stadt), Sihanoukville (Stadt) und der Tonle Sap (See).

### Förderung der deutsch-kambodschanischen Wirtschaftsbeziehungen
Die deutsch-kambodschanischen Wirtschaftsbeziehungen werden vor allem durch den Arbeitskreis Deutsche Wirtschaft (ADW) und die EuroCham, welche unter anderem durch den ADW gegründet wurde, gefördert. Außerdem sind zu nennen die Auslandshandelskammer Bangkok, der Ostasiatische Verein in Hamburg und Abkommen zwischen Deutschland und Kambodscha.

#### Arbeitskreis Deutsche Wirtschaft (ADW)
Der Arbeitskreis Deutsche Wirtschaft (ADW) wurde 2001 zur Erschaffung einer Plattform für deutsche Geschäftsleute mit Interesse am kambodschanischen Markt, gegründet. Ziele sind die Bildung von Netzwerken zum einfacheren Informations- und Know-How-Austausch, die Erleichterung des Einstiegs der deutschen und österreichischen Geschäftsinteressenten in den kambodschanischen Markt, sowie Unterstützung für Auslandsdelegationen. Insgesamt sollen die Geschäftsbedingungen am kambodschanischen Markt verbessert werden, damit die Wirtschaftsbeziehungen zwischen Deutschland und Kambodscha weiter wachsen können. 2013 wurde die Organisation in German Business Cambodia (GBC) umbenannt.

#### German Business Cambodia (GBC)
Der German Business Cambodia (GBC), früher Arbeitskreis Deutsche Wirtschaft, wirkt als Plattform für deutsche Unternehmen in Kambodscha und zum Informationsaustausch zwischen Mitgliedern und lokalen und internationalen Unternehmen, die in Kambodscha tätig werden möchten. Unternehmen, die eine Geschäftstätigkeit im Königreich erwägen, profitieren vom hervorragenden Netzwerk des GBC in Kambodscha und seiner großen Marktkenntnis. Der GBC unterstützt auch die Auslandsinvestitionspolitik der kambodschanischen Regierung und arbeitet eng mit allen relevanten Regierungsinstitutionen zusammen. Deutsche Unternehmen werden bei der Prüfung von Marktchancen unterstützt, erstellen Branchen- und Marktstudien und begleiten Delegationen, die Kambodscha besuchen. Dabei wird der GBC von namhaften Mitgliedern und über ein deutsches Netzwerk in seinen Tätigkeiten unterstützt.

#### European Chamber of Commerce in Cambodia (EuroCham)
Im Juni 2011 wurde die europäische Handelskammer European Chamber of Commerce in Cambodia (EuroCham) von der französischen Chambre de Commerce Franco-Cambodgienne (CCFC), der britischen British Business Association in Cambodia (BBAC) und dem deutschen Arbeitskreis Deutsche Wirtschaft eröffnet. Ziel war es, die Wirtschaftsbeziehungen mit Kambodscha nicht nur jeweils national, sondern international zu fördern und die Bedingungen am kambodschanischen Markt für alle europäischen Mitglieder zu verbessern. Die EuroCham fördert die Vertretung der europäischen Geschäftsinteressen in Kambodscha, die Vereinfachung des Zugangs zu dem kambodschanischen Markt, sowie die Netzwerkbildung inner- und außerhalb der EuroCham, um einen besseren Informationsaustausch zu ermöglichen. Zusammen mit der kambodschanischen Regierung arbeitet die EuroCham an Schlichtungsverfahren und der Herausbildung von sektor-spezifischen Komitees.

#### Auslandshandelskammer Bangkok und Oastasiatischer Verein in Hamburg
Neben dem Arbeitskreis Deutsche Wirtschaft und der EuroCham arbeiten die Auslandshandelskammer Bangkok und der Ostasiatische Verein in Hamburg ebenfalls an der Verbesserung der Wirtschaftsbeziehungen zwischen Deutschland und Kambodscha. Der Länderausschuss Kambodscha des Ostasiatischen Vereins tagt diesbezüglich einmal im Jahr.

#### Abkommen zwischen Deutschland und Kambodscha
Das bilaterale Investitionsförderungs- und Investitionsschutzabkommen, welches 2002 zwischen Deutschland und Kambodscha beschlossen wurde, gilt dem Schutz vor der Enteignung ohne Entschädigung und dem Schutz vor dem freien Devisentransfer.

### Förderung der kambodschanischen Wirtschaft
Zur weiteren Unterstützung der kambodschanischen Wirtschaft gibt es durch die deutsche Regierung mehrere Projekte, unter anderem zur besseren Integration Kambodschas in ASEAN. Die KfW Banking Group fördert, im Auftrag der deutschen Regierung, Klein- und Mittelständische Unternehmen durch lokale Banken. Hierfür wurden von 2009 bis 2014 insgesamt 241 Millionen US-Dollar in lokale Finanzinstitute investiert, um die Darlehen an Klein- und Mittelständische Unternehmen in Kambodscha zu erhöhen und einen besseren Zugang zu vertrauenswürdigen und bezahlbaren Darlehen zu gewähren. Somit können diese Unternehmen investieren und die Geschäfte wachsen. Außerdem leistet die KfW technische Hilfestellung, fördert verantwortungsvolle Prinzipien im Umgang mit Finanzen, die Weitergabe von Wissen und unterstützt das ACLEDA Training Center, welches die Berufsausbildung im Bereich Banken in Kambodscha anbietet.

## Entwicklungszusammenarbeit

### Schwerpunkte, Projekte, Kontrolle
Kambodscha ist seit 1993 Kooperationsland deutscher Entwicklungszusammenarbeit und wird seitdem vom Bundesministerium für wirtschaftliche Zusammenarbeit und Entwicklung (BMZ) mit insgesamt 358,77 Mio. Euro gefördert. Allein für 2013/14 wurde ein Budget von 47 Millionen genehmigt. Für Kambodscha ist Deutschland der viertwichtigste bilaterale Geber.
Die Schwerpunkte der Zusammenarbeit liegen in der ländlichen Entwicklung und dem Aufbau des Gesundheitswesen, wobei die Querschnittsthematik „Good Governance“ (Förderung von Demokratie, Zivilgesellschaft und öffentlicher Verwaltung) in allen Projekten umgesetzt wird. Dabei stehen die Verwirklichung und der Schutz der Menschenrechte im Fokus.
Die Durchführung und Überprüfung der Projekte übernehmen vornehmlich die Deutsche Gesellschaft für Internationale Zusammenarbeit (GIZ) und die Kreditanstalt für Wiederaufbau (KfW), aber auch viele NRO engagieren sich.

### Ländliche Entwicklung

#### Landrechteprogramm
Unter der Gewaltherrschaft der Roten Khmer (1975–1979) wurden alle Grundbuchdaten vernichtet. Erst seit 1992 haben die Kambodschaner wieder Recht auf Land. Agrarwirtschaft ist für den Großteil der Bevölkerung einzige Einkommensquelle. 80 % leben auf dem Land und sind auf Selbstversorgung angewiesen, somit sind Landtitel essentiell. Deutschland unterstützt die Partnerregierung durch Beratung und Umsetzung von Landraumplanung und fairer Landtitelvergabe insbesondere an Landlose, Landarme, Frauen und indigene Gruppen. Bis Ende 2014 konnten so 3,5 Mio. Landtitel erstellt werden. Durch zusätzliche Schulungen über effiziente und nachhaltige Agrarwirtschaft stieg der Ertrag der Bauern auf 220 % an. Seit 2008 sank die Armutsquote in den ländlichen Distrikten von 31 Prozent auf 22 Prozent aller ländlichen Haushalte.

#### Infrastruktur
Durch den Bau von 2.100 km Straßennetz, 72 Brücken, 10 regionalen Märkten, 48 Schulen konnten Transport- und Reisekosten von Haushalten reduziert und höhere Einkommen erzielt werden. Schulen und Krankenhäuser sind nun saison- und wetterunabhängig erreichbar. Mit Hilfe von 700 km Stromleitungen und neuen Transformatorenstationen erhielten 25.000 Haushalte Zugang zu einer stabilen, effizienten und günstigen Stromversorgung. Eine daraus resultierende Zunahme der regionalen Wirtschaft und Stärkung der ländlichen Entwicklung konnte laut KfW verzeichnet werden.

### Gesundheitswesen
Im Vordergrund der deutschen Hilfe stehen arme und vulnerable Gruppen. Das Partnergesundheitsministerium wird bei dem Aufbau einer öffentlichen Krankenversicherung begleitet, in der Arme beitragslos versichert werden, denn eine private ist für sie nicht erschwinglich. Das 2009 eingeführte Gutscheinsystem gewährt Müttern, Älteren und Behinderten kostenlose Behandlungen sowie Transport und Verpflegung. Auch werden Schulungen von Ärzten und Hebammen, die beratende Familienplanung, Bereitstellung von Basismedikamenten und die Aufklärung der Menschen über ihre Rechte unterstützt. Hauptziel dieser Maßnahmen ist die Sicherstellung einer qualitativen Mutter-Kind-Notfallversorgung sowie die Vorsorge bei Krankheiten.

### Frauenrechte
In Zusammenarbeit mit dem kambodschanischen Frauenministerium unterstützt das BMZ den Zugang zu Recht für Frauen. Bei Fällen von geschlechtsbezogener Gewalt sollen Frauen Hilfe von speziell ausgebildeten Justizpolizistinnen in Anspruch nehmen können, welche sich von kostenloser Rechtsberatung über Frauenhäuser hin zu psychosozialen Dienstleistungen erstreckt. Durch die Rechtshilfe sind die Anzeigen und Verfahren gegen die Täter angestiegen, auch werden alle Fälle in Datenbanken registriert, um eine bessere Koordination der Unterstützungsdienstleistungen zu gewährleisten.

### Good Governance
Good Governance, zu Deutsch „gute Regierungsführung“, ist eine Leitlinie deutscher Entwicklungszusammenarbeit und beinhaltet die Förderung von Demokratie, Zivilgesellschaft und öffentlicher Verwaltung. Durch politische Beratung soll vermittelt werden, wie wichtig Rechenschaftspflicht und somit transparente Entscheidungen sind. Die begleiteten und pilothaft implementierten Reformen, hauptsächlich im Rechts- und öffentlichen Verwaltungsbereich, tragen zur gewünschten bürgernahen Dezentralisierung bei. Viele der Projekte setzen deshalb direkt in den Gemeinden selbst an und fördern die Eigeninitiative der Bevölkerung.

## Kulturbeziehungen

### Erhalt des kulturellen Erbes von Kambodscha

#### Tempelanlage Angkor Wat und Angkor-Park
Um die Tempelanlage Angkor Wat und die umliegenden Tempel im Angkor Park zu erhalten, wurde 1995 unter der Leitung des Instituts für Restaurierungs- und Konservierungswissenschaften der Fachhochschule Köln das German-Apsara-Conservation-Project (GACP) gegründet. Das Projekt ist zuständig für die Restaurierung des Apsara-Reliefs am Tempel Angkor Wat und seit 2007 im Rahmen des GARUDA-Projekts auch für die Durchführung von Notsicherungsprogrammen zur Erhaltung des Natursteinreliefs an anderen Tempeln im Angkor-Park. Unterstützt wird dieses Projekt von Fördermitteln aus dem Kulturerhalt-Programm des Auswärtigen Amts mit einer Gesamtsumme von bisher 3,4 Millionen Euro, sowie von finanziellen Mitteln, die die Freunde des Angkor Konservierungs-Teams (FAKT e. V.) sammeln.

#### Ausgrabungen im Gräberfeld Prohear
Von 2008 bis 2011 führte die Kommission für Archäologie Außereuropäischer Kulturen (KAAK) des Deutschen Archäologie Instituts (DAI) zusammen mit dem Memot Center und dem kambodschanischen Kulturministerium Ausgrabungen auf dem eisenzeitlichen Gräberfeld im Dorf Prohear in der Provinz Prey Veng durch. Im November 2010 wurde eine Ausstellung über Ausgrabung an und Funde von Prohear im Nationalmuseum in Phnom Penh eröffnet. Es handelt sich dabei um die erste permanente Ausstellung eines Projektes aus der Zusammenarbeit eines kambodschanischen und eines ausländischen Teams. Gefördert wurde dies durch die deutsche Botschaft in Phnom Penh und das Kulturerhalt-Programm des Auswärtigen Amts. Diese Kooperation wurde bis 2018 mit der Restaurierung und Dokumentation der Funde fortgesetzt.

### Förderung des Bildungswesens

#### German Cambodian Conservation School
Die German Cambodian Conservation School wurde 2013 in Zusammenarbeit mit dem Deutschen Archäologischen Institut (DAI), dem German-Aspara-Conservation-Project und dem Römisch-Germanischen Zentralmuseum in Mainz gegründet und leitet Kurse zur Restauration und Konservierung von archäologischen Objekten für Einwohner aus Südostasien.

#### Stone Conservation Unit
Seit 2007 arbeitet die Deutsche Gesellschaft für internationale Zusammenarbeit (GIZ) zusammen mit der Denkmalbehörde APSARA (Authority for the Protection and Management of Angkor and the Region of Siem Reap) an dem Aufbau einer Abteilung für die Konservierung von Steinmonumenten, der Stone Conservation Unit. Das Ausbildungsprogramm für die kambodschanischen Steinrestauratoren/-innen dauert zwei Jahre und zielt auf die Ausbildung von kambodschanischen Fachkräften, um weg von internationalen und hin zu inländischen Konservatoren-Teams zu führen. Dies fördert die Stärkung lokaler Kompetenzen, sorgt für ein geregeltes Einkommen der Arbeiter und mindert die Abhängigkeit von internationalen Projekten. Bisher hat die Stone Conservation Unit erfolgreich an acht Projekten im Auftrag von internationalen und elf Projekten im Auftrag von inländischen Partnerorganisationen mitgearbeitet.

#### Deutscher Akademischer Austauschdienst (DAAD)
Der Deutsche Akademische Austauschdienst (DAAD) fördert den kambodschanischen Hochschulsektor, unter anderem durch die Entsendung eines Langzeitdozenten an die Royal University of Phnom Penh und die Vergabe von mehreren Kurz- und Langzeitstipendien an kambodschanische Studenten. Seit 2002 gibt es an der Royal University of Phnom Penh den Studiengang Medien- und Kommunikationswissenschaften, der in Zusammenarbeit mit der Konrad-Adenauer-Stiftung eingeführt wurde. Im Jahr 2014 ermöglichte der DAAD 36 Stipendiaten einen Aufenthalt in Kambodscha und 37 kambodschanischen Stipendiaten einen Aufenthalt in Deutschland.

#### Science Film Festival
Auf dem Science Film Festival werden in Kooperation mit lokalen Partnern Filme zur Förderung wissenschaftlicher Bildung und Sensibilisierung im Bezug auf wissenschaftliche, technische und ökologische Themen gezeigt. Mit 580.000 Besuchern in insgesamt 13 Ländern im Jahr 2014 ist es eines der größten Festivals seiner Art und bietet eine Plattform für den interkulturellen Austausch. Gefördert wird dies durch das Goethe-Institut Thailand.

### Förderung des kulturellen Verständnisses und der deutschen Sprache

#### Kambodschanisch-Deutsche Kulturgesellschaft
Anlässlich des 40. Jahrestags der Machtübernahme durch die Roten Khmer im April 2015 organisierte die Kambodschanisch-Deutsche Kulturgesellschaft (KDKG e. V.) zusammen mit Youth For Peace und Khmer Art Action ein Theaterstück zur Aufarbeitung der kambodschanischen Vergangenheit und Konfliktlösung.

#### Meta House
Das Meta House ist ein deutsch-kambodschanisches Kulturzentrum in Phnom Penh, das 2007 von dem deutschen Filmemacher Nico Mesterharm und seinem kambodschanischen Team zusammen mit der Freien Universität Berlin gegründet wurde. Das Meta House unterstützt kambodschanische Künstler bei der Umsetzung von liberalen Ideen in Kunstwerken, Dokumentarfilmproduktionen und Fotoausstellungen, dabei sollen kritisches Denken und das Reflektieren von sozialpolitischen Problemen gefördert werden. Bei Veranstaltungen im Rahmen eines deutschen Kulturprogramms wird das Meta House von der deutschen Botschaft und dem Goethe-Institut unterstützt.

#### Art Plus Foundation
Die Art Plus Foundation, welche 2007 gegründet wurde, ist eine Stiftung zur Förderung westlicher klassischer Kunst. Es wird jeden Monat ein klassisches Konzert und einmal im Jahr ein internationales Musikfestival veranstaltet. Gefördert wird dies ebenfalls durch die deutsche Botschaft und das Goethe-Institut.

#### Förderung der deutschen Sprache
In Kambodscha wird die deutsche Sprache durch die Kulturgesellschaft Phnom Penh gefördert, welche Deutsch-Sprachkurse anbietet. Im Jahr 2020 nahmen 697 Kambodschaner an Deutschkursen der Kulturgesellschaft teil.
Seit 2009 bietet das deutsche Zentrum im Meta House in Phnom Penh, gefördert durch das Goethe-Institut, Deutschkurse sowie weitere kulturelle Kurse an.